# NGC 2226
NGC 2226 est un amas ouvert, situé dans la constellation de la Licorne. En fait, cet amas est le centre de l'amas ouvert NGC 2225 et il a été découvert par l'astronome américain Edward Barnard entre 1882 et 1887.
NGC 2226 est à environ 3 200 pc (∼10 400 al) du système solaire et les dernières estimations donnent un âge de 1,26 milliard d'années. La taille apparente de l'amas est de 0,8', ce qui, compte tenu de la distance, donne une taille réelle maximale d'environ 24 années-lumière.